# Trojanowo (województwo podlaskie)
Trojanowo – wieś w Polsce położona w województwie podlaskim, w powiecie wysokomazowieckim, w gminie Klukowo.
W latach 1975–1998 miejscowość położona była w województwie łomżyńskim.
Wierni kościoła rzymskokatolickiego należą do parafii Zmartwychwstania Pańskiego w Kuczynie.

## Historia
Podczas wymierzania gruntów w 1547 roku orzeczono: Łukasza z braćmi i synowcami, którzy mieli 100 łanów w Kuczynie Wielkim, Trojanowie, Klukowie, Sobolewie, Malinowie, Kapłani, i mają stawić 10 koni na wojnę.
W I Rzeczypospolitej w ziemi drohickiej w województwie podlaskim.
Znani właściciele wsi (często częściowi):
- XVI i XVII – Kuczyńscy i inne rody szlacheckie
- druga połowa XVII wieku – dział Kuczyńskich stała się częścią majątku Klukowo należącego do Walentego Kuczyńskiego i jego syna Wiktoryna
- 1673 - częściowymi posesjonatami wsi byli: Szczęsna Sobolewska, Ambroży Żebrowski, Jakub Wągrocki, Walenty Kamieński, Franciszek Piętka, komornik ziemski drohicki[9].
- 1691 – część Andrzeja Kostro odkupił Wiktoryn Kuczyński
- 1693 – Franciszek Piętka również odprzedał swoją część Kuczyńskiemu

Do końca XVII w. wieś drobnoszlachecka. Na początku wieku XVIII Trojanowo stało się częścią majątku Klukowo. Wioskę zamieszkali chłopi.
W roku 1827 wieś liczyła 22 domy i 157 mieszkańców. Po uwłaszczeniu ziemi dworskiej w 1864 powstało 22 gospodarstwa chłopskie na 639 morgach ziemi.
Pod koniec wieku XIX wieś należała do mazowieckiego, gmina Klukowo, parafia Kuczyn. Wchodziło w skład dóbr Klukowo należących do hr. Starzeńskiego. 9 osad i 263 morgów ziemi.
W 1921 naliczono 32 domy i 250 mieszkańców, w tym 1 prawosławny.
W roku 1922 zorganizowano we wsi szkołę powszechną jednoklasową. W latach dwudziestych uczyło się corocznie około 50-60 uczniów. Nauczycielem był Adam Pułbrat. W 1929 szkołę zlikwidowano.

## Współcześnie
Wieś typowo rolnicza. Produkcja roślinna podporządkowana hodowli krów mlecznych.